# Médaille Brewster
Pour les articles homonymes, voir Brewster.
La médaille Brewster a été fondé en 1919 grâce à un fonds de 7 250 dollars rassemblé par les amis de William Brewster (1851-1919). Elle récompense tous les deux ans, puis tous les ans, un auteur pour un travail important sur la faune aviaire du Nouveau Monde publié moins de six ans auparavant. Le prix est attribué par l’Union américaine d'ornithologie.

## Liste des lauréats
- 1919 : Robert Ridgway (1850-1929)
- 1923 : Arthur Cleveland Bent (1866-1954)
- 1925 : Walter Edmond Clyde Todd (1874-1969) et Melbourne Armstrong Carriker (1879-1965)
- 1927 : John Charles Phillips (1876-1938)
- 1929 : Carl Edward Hellmayr (1878-1944)
- 1931 : Florence Augusta Bailey (1863-1948)
- 1933 : Frank Michler Chapman (1864-1945)
- 1935 : Herbert Lee Stoddard (1889-1968)
- 1937 : Robert Cushman Murphy (1887-1973)
- 1938 : Thomas Sadler Roberts (1858-1946)
- 1939 : Witmer Stone (1866-1939) (récompense posthume)
- 1940 : James Lee Peters (1890-1952)
- 1941 : Donald Ryder Dickey (1887-1932) et Adriaan Joseph van Rossem (1892-1949)
- 1942 : Margaret Morse Nice (1883-1974)
- 1943 : Alden Holmer Miller (1906-1965)
- 1944 : Roger Tory Peterson (1908-1996)
- 1945 : Hans Albert Hochbaum (1911-1988)
- 1946 : non décerné
- 1947 : Francis H. Kortright.
- 1948 : David Lack (1910-1973)
- 1949 : non décerné
- 1950 : Alexander Frank Skutch (1904-2004)
- 1951 : Samuel Charles Kendeigh (1904-1986)
- 1952 : John Todd Zimmer (1889-1957)
- 1953 : Hildegarde Howard (1901-1998)
- 1954 : James Bond (1900-1989)
- 1955 : William Henry Phelps (1875-1965)
- 1956 : George H. Lowery, Jr. (1913-1978)
- 1957 : Robert Porter Allen (1905-1963)
- 1958 : Arlie William Schorger (1884-1972)
- 1959 : Alexander Wetmore (1886-1978)
- 1960 : Donald Sankey Farner (1915-1988)
- 1961 : Harold F. Mayfield (1911-2007)
- 1962 : Albert Wolfson
- 1963 : Ralph Simon Palmer (1914-2003)
- 1964 : Herbert Friedmann (1900-1987)
- 1965 : Ernst Mayr (1904-2005)
- 1966 : George Adelbert Bartholomew (1919-2006)
- 1967 : Walter Edmond Clyde Todd (1874-1969)
- 1968 : Wesley E. Lanyon
- 1969 : non décerné
- 1970 : non décerné
- 1971 : Charles Gald Sibley (1917-1998)
- 1972 : David William Snow (1924-) et Barbara Snow (1921-2007)
- 1973 : Rudolfo Armando Philippi B. et Alfred W. Johnson
- 1974 : James R. King
- 1975 : Jürgen Haffer
- 1976 : Gordon H. Orians
- 1977 : Rodolphe Meyer de Schauensee (1901-1984)
- 1978 : Pierce Brodkorb (1908-1992)
- 1979 : William R. Dawson
- 1980 : Frank Alois Pitelka
- 1981 : William Tinsley Keeton (1933-1980)
- 1982 : Robert E. Ricklefs
- 1983 : John W. Fitzpatrick et Glen E. Woolfenden
- 1983 : Peter R. Grant
- 1986 : Val Nolan Jr (1920-2008)
- 1987 : Jerram L. Grant
- 1988 : Robert B. Payne
- 1989 : Noel F. R. Snyder
- 1990 : Fred Cooke
- 1991 : Lewis W. Oring
- 1992 : Ned K. Johnson
- 1993 : Richard T. Holmes
- 1994 : D. Frank McKinney
- 1995 : Eugene S. Morton
- 1996 : Kenneth P. Able
- 1997 : John C. Avise
- 1998 : Frank B. Gill
- 1999 : Walter D. Koenig
- 2000 : Cynthia Carey
- 2001 : Stephen I. Rothstein
- 2002 : James N. M. Smith
- 2003 : Douglas W. Mock
- 2004 : Russell P. Balda et Alan C. Kamil
- 2005 : Robert M. Zink
- 2006 : Sidney A. Gauthreaux
- 2007 : Allan J. Baker
- 2008 : Spencer Sealy
- 2009 : Joanna Burger
- 2010 : Steven Robert Beissinger
- 2011 : Sandra L. Vehrencamp
- 2012 : Robert C. Fleischer
- 2013 : James Van Remsen, Jr.
- 2014 : Geoffrey E. Hill
- 2015 : B. Rosemary Grant
- 2016 : Patricia G. Parker
- 2017 : James D. Nichols
- 2018 : Bette A. Loiselle
- 2019 : Helen F. James & Craig Benkman
- 2020 : Regina Macedo & John Rotenberry
- 2021 : Marty Leonard & Kathy Martin
- 2022 : Amanda Rodewald & Roxana Torres
- 2023 : Cristina Yumi Miyaki & Maren Vitousek
- 2024 : Juan Carlos Rebored & Renée Duckworth

## Source
- (en) Site officiel de l'Union américaine d'ornithologie